# Thiên hoàng Suiko
Thiên hoàng Thôi Cổ (推古天皇 (Thôi Cổ thiên hoàng)/ すいこてんのう Suiko-tennō, 21 tháng 5 năm 554 – 16 tháng 4 năm 628) là Thiên hoàng thứ 33 của Nhật Bản, theo Danh sách Thiên hoàng truyền thống, đồng thời là Nữ hoàng đầu tiên trong lịch sử Nhật Bản có thể khảo chứng được.
Triều đại của bà kéo dài từ năm 593 tới khi bà qua đời năm 628, tổng cộng 35 năm. Trong thời đại của bà, Nhật Bản được phát triển tầm cao hơn dưới sự toàn quyền của Thánh Đức Thái tử, người trên thực tế nắm trọn quyền hành trong gần hầu hết thời gian cai trị của bà cho đến khi qua đời.
Trong lịch sử Nhật Bản, Thôi Cổ Thiên hoàng là một trong 8 người phụ nữ đảm nhận vai trò Thiên hoàng trị vì. Bảy người phụ nữ nắm quyền trị vì sau bà là các Thiên hoàng: Hoàng Cực Thiên hoàng, Tri Thống Thiên hoàng, Nguyên Minh Thiên hoàng, Nguyên Chính Thiên hoàng, Hiếu Khiêm Thiên hoàng, Minh Chính Thiên hoàng và Hậu Anh Đinh Thiên hoàng.

## Trị vì
Thôi Cổ Thiên hoàng có tên hồi nhỏ là Ngạch Điền Bộ hoàng nữ (額田部皇女, ぬかたべのひめみこ, Nukatabe). Bà được mô tả là một người có nhan sắc diễm lệ, ngũ quan đoan chính. Bà là em gái ruột của Thiên hoàng Dụng Minh.
Trước khi lên ngôi, từng là Hoàng hậu của người anh cùng cha khác mẹ, Mẫn Đạt Thiên hoàng. Sau khi người vợ đầu tiên của Mẫn Đạt Thiên hoàng là Hoàng hậu Quảng Cơ (廣姬, ひろひめ) qua đời, bà trở thành Hoàng hậu kế nhiệm. Bà sinh ra được 3 hoàng tử và 5 hoàng nữ.

### Lên ngôi
Năm 585, Mẫn Đạt Thiên hoàng băng hà, anh trai của Thôi Cổ là Thiên hoàng Dụng Minh lên ngôi nhưng chỉ trị vì trong khoảng 2 năm ngắn ngủi thì chết vì bệnh. Ông vừa băng hà ít lâu, thì xảy ra một cuộc tranh giành quyền lực, phát sinh từ mâu thuẫn trước đó giữa hai gia tộc là Gia tộc Soga và Gia tộc Mononobe. Gia tộc Soga ủng hộ cho Hoàng tử Hatsusebe và Gia tộc Mononobe chọn Hoàng tử Anahobe.
Cuối cùng Gia tộc Soga đánh bại được Mononobe và đưa Hoàng tử Hatsusebe lên ngôi tức Thiên hoàng Sùng Tuấn vào năm 587. Tuy nhiên, vị Thiên hoàng mới này không bằng lòng trước việc Soga no Umako (蘇我馬子,Tô Ngã Mã Tử) cùng gia tộc của mình nắm quá nhiều quyền hành trong triều đình, lo sợ có thể bị hạ sát khiến Soga buộc phải ra tay, nhờ thủ hạ là Yamatoaya no Ataikoma (東漢直駒, Đông Hán Trực Câu) ám sát Sùng Tuấn Thiên hoàng vào năm 592. Nhằm lấp đầy khoảng trống quyền lực và ngăn chặn một cuộc nổi loạn tranh giành ngôi vị, Soga đã thuyết phục Ngạch Điền Bộ làm lễ đăng quang lên ngôi Thiên hoàng vào cùng năm đó, tức Thôi Cổ Thiên hoàng.

### Thời gian cai trị
Thánh Đức Thái tử, cháu của Thôi Cổ Thiên hoàng được bổ nhiệm làm quan nhiếp chính trong những năm tiếp năm. Mặc dù mang danh nghĩa là Hoàng đế nhưng quyền lực chính trị suốt thời Thôi Cổ Thiên hoàng trị vì đều do Thánh Đức Thái tử và Tô Ngã Mã Tử nắm giữ trong tay, Thiên hoàng chỉ là vị Hoàng đế trên danh nghĩa, không khác gì Thiên hoàng Sushun trước đây.
Thời gian đầu cai trị, vua Bách Tế Uy Đức vương của Bách Tế đã cử các phái đoàn Phật giáo khác nhau đến Yamato Nhật Bản để bang giao.
Vào năm 599, xảy ra một trận động đất lớn đã phá hủy nhiều công trình ở khắp tỉnh Yamato, nay thuộc tỉnh Nara.
Từ năm 599, Thiên hoàng đã tiến hành tập trung chính trị để Nhật Bản loại trừ được ảnh hưởng của Bách Tế (đời vua Bách Tế Huệ Vương).
Năm 600, Thiên hoàng đã chủ trương mở rộng quan hệ ngoại giao với nhà Tùy (đời vua Tùy Văn Đế) ở Trung Quốc.
Năm 603, Thánh Đức Thái tử ban bố sắc lệnh thành lập hệ thống phân chia tầng lớp và tước vị quan lại thành 12 bậc dựa theo mẫu của Trung Quốc thay cho chế độ cha truyền con nối tồn tại lâu đời ở Nhật. Năm 604, ông lại tiếp tục ban bố hiến pháp điều khoản 17. Thôi Cổ là Thiên hoàng theo đạo Phật đồng thời bà từng giữ chức tu sĩ trong chùa trước khi lên ngôi Nữ hoàng.
Năm 624, Thôi Cổ Thiên hoàng từ chối lời yêu cầu của Tô Ngã Mã Tử được ban cho vùng Kazuraki no Agata thuộc đất đai hoàng gia là bằng chứng cho thấy sự độc lập của bà dần dần thoát khỏi ảnh hưởng chi phối của Tô Ngã. Một số thành tựu đạt được dưới triều đại của Thiên hoàng Thôi Cổ bao gồm sự công nhận chính thức đạo Phật bằng việc ban bố chỉ dụ chấn hưng tôn giáo vào năm 594. 
Năm 627, vua Bách Tế Vũ vương của Bách Tế đã gửi các nhà sư Phật giáo đến Nhật Bản với các văn bản về lịch sử, địa lý, thiên văn học, Phật giáo.

### Qua đời
Vào thời điểm thừa kế hoàng gia nói chung được xác định bởi các nhà lãnh đạo gia tộc, chứ không phải là Hoàng đế, Thôi Cổ Thiên hoàng không có chút quyền lực nào để có thể lựa chọn người kế vị cho mình khi đang phút lâm chung. Bấy giờ có hai người có thể kế vị ngôi vị của bà:
- Một là Hoàng tử Tamura (田村王, たむらのみこ), cháu nội của Mẫn Đạt Thiên hoàng và được hỗ trợ bởi dòng chính của Gia tộc Soga, bao gồm Soga no Emishi (蘇我蝦夷, Tô Ngã Hà Di).
- Hai là Hoàng tử Yamashiro (山背大兄王, やましろ の おおえのおう), là con trai của Thánh Đức Thái tử và nhận được sự hỗ trợ của một số thành viên cấp thấp hơn trong gia tộc Soga.

Sau một cuộc bạo loạn ngắn ngủi, một trong những người ủng hộ chính của Hoàng tử Yamashiro bị giết, Hoàng tử Tamura được lựa chọn và lên ngôi Thiên hoàng Thư Minh vào năm 629.
Thôi Cổ Thiên hoàng băng hà vào ngày 15 tháng 4 năm 628, được chôn cất tại lăng Shinaganoyamada (磯長山田陵), bà hưởng dương khoảng 73 tuổi, cai trị trong 35 năm.
Mặc dù đã có bảy Nữ Thiên hoàng trị vì và người thừa kế họ phần lớn được chọn trong số những người trong hoàng tộc về phía họ cha, đây là điều lý giải tại sao các học giả bảo thủ cho rằng phụ nữ trị vì chỉ là nhất thời và truyền thống thừa tự nam giới phải được duy trì trong thế kỷ 21. Nguyên Minh Thiên hoàng, có người thừa kế ngai vàng là Nguyên Chính Thiên hoàng, là ngoại lệ duy nhất về cuộc tranh luận thông thường này.

## Phả hệ
Thôi Cổ Thiên hoàng là con gái thứ ba của Khâm Minh Thiên hoàng, mẹ của bà là Kiêm Diên viện (堅鹽媛), con gái của đại thần Soga no Iname (蘇我稻目; Tô Ngã Đạo Mục), một người thuộc gia tộc Soga (蘇我, Tô Ngã).
Làm vợ Mẫn Đạt Thiên hoàng, bà sinh ra được 3 hoàng tử và 5 hoàng nữ, gồm có: 
1. Hoàng nữ Uji no Shitsukahi, Thố Đạo Bối Sao hoàng nữ (菟道貝鮹皇女, うじのかいたこのひめみこ), sinh vào năm 570, kết hôn với Thánh Đức Thái tử, con trai của Dụng Minh Thiên hoàng.
2. Hoàng tử Takeda (竹田皇子, たけだのみこ).
3. Hoàng nữ Woharida, Tiểu Khẩn Điền hoàng nữ (小墾田皇女, おはりたのひめみこ), sinh vào năm 572, kết hôn với anh em cùng cha khác mẹ là Oshisako no Hikohito no Oe.
4. Hoàng nữ Karu no Mori, Lô Tư Thủ hoàng nữ (鸕鶿守皇女, うもりのひめみこ).
5. Hoàng tử Katsuragi (葛城王, かずらきのみこ).
6. Hoàng tử Wohari (尾張皇子, おわりのみこ).
7. Hoàng nữ Tame, Điền Nhãn hoàng nữ (田眼皇女, ためのひめみこ), kết hôn với cháu trai là Dụng Minh Thiên hoàng.
8. Hoàng nữ Sakurawi no Yumihari, Anh Tỉnh Cung Trương hoàng nữ, (桜井弓張皇女, さくらいのゆみはりのひめみこ), kết hôn với anh em cùng cha khác mẹ là Oshisako no Hikohito no Oe.